# Winter Special Gift
Winter Special Gift es el primer EP navideño (segundo en general) del cantautor chino Lay. Fue lanzado el 22 de diciembre de 2017 en China por Tencent en las aplicaciones de música de la compañía, QQ Music, Kugou y Kuwo. El EP contiene seis canciones en total, incluyendo el sencillo «Goodbye Christmas».

## Antecedentes y lanzamiento
El 21 de diciembre, se anunció que Lay lanzaría su segundo EP. Winter Special Gift fue lanzado oficialmente el 22 de diciembre de 2017 a través de aplicaciones de música bajo la compañía Tencent. El álbum fue lanzado posteriormente en Corea del Sur al día siguiente el 23 de diciembre de 2017.
«Gift to XBACK» fue escrito en 2015, antes de su debut como solista. El 15 de diciembre, Lay publicó un vídeo de él mismo interpretando la canción antes mencionada en Weibo antes del lanzamiento de su álbum.

## Sencillo
El vídeo musical de la canción principal del álbum, «Goodbye Christmas» se lanzó junto con el álbum el mismo día.

## Rendimiento comercial
A una hora de las ventas digitales, el álbum batió cuatro récords en QQ Music: Oro, doble oro, triple oro y platino. El álbum más tarde rompió el récord de diamante en QQ Music.

## Lista de canciones
| Winter Special Gift |                                       |            |                         |                    |          |  |
| N.º                 | Título                                | Letras     | Música                  | Arreglo            | Duración |  |
| 1.                  | «Goodbye Christmas» (聖誕又至)        | Liu Yuan   | Lay, Onestar            | Lay, Kil Eun-kyung | 4:40     |  |
| 2.                  | «Can You Feel Me» (你的感覺)          | Sun Yien   | Lay, Onestar, Qi Zhe Xi | Lay, Qi Zhe Xi     | 2:50     |  |
| 3.                  | «Christmas Love» (聖誕的愛)           | Wang YaJun | Lay, Onestar            | Lay                | 3:15     |  |
| 4.                  | «Gift to XBACK» (小小禮物)            | Lay        | Lay, Command Freaks     | Command Freaks     | 3:46     |  |
| 5.                  | «Goodbye Christmas» (Versión inglesa) | Onestar    | Lay, Onestar            | Lay, Kil Eun-kyung | 4:41     |  |
| 6.                  | «Goodbye Christmas» (Instrumental)    |            | Lay, Onestar            | Lay, Kil Eun-kyung | 4:41     |  |
| 23:52               |                                       |            |                         |                    |          |  |

## Posicionamiento en listas

### Listas semanales
| Lista (2017)                            | Mejor posición |
| --------------------------------------- | -------------- |
| China (YinYueTai)                       | 2              |
| China (QQ Music)                        | 3              |
| Estados Unidos (Billboard World Albums) | 8              |

## Ventas
| Región     | Ventas   |
| ---------- | -------- |
| China (DL) | 571 645+ |

## Historial de lanzamiento
| Región        | Fecha                   | Formato          | Discográfica                |
| ------------- | ----------------------- | ---------------- | --------------------------- |
| China         | 22 de diciembre de 2016 | Descarga digital | Tencent                     |
| Corea del Sur | 23 de diciembre de 2016 | Descarga digital | S.M. Entertainment          |
| Mundo         | 22 de diciembre de 2016 | Descarga digital | Tencent, S.M. Entertainment |